# Městečko Trnávka
Městečko Trnávka là một làng thuộc huyện Svitavy, vùng Pardubický, Cộng hòa Séc.